# Pedicularis microcalyx
Pedicularis microcalyx är en snyltrotsväxtart som beskrevs av Joseph Dalton Hooker. Pedicularis microcalyx ingår i släktet spiror, och familjen snyltrotsväxter. Inga underarter finns listade i Catalogue of Life.